# الخريبة (مدغل الجدعان)

تعديل مصدري - تعديل

الخريبة هي إحدى قرى عزلة مدغل الجدعان بمديرية مدغل الجدعان التابعة لمحافظة مأرب، بلغ تعداد سكانها 246 نسمة حسب تعداد اليمن لعام 2004.